# 妙烏
妙乌，又译谬杭，是緬甸若开邦妙乌县妙乌镇区下辖的一个城镇。

## 历史
妙乌是若开族历史王朝妙乌王国的国都，保留着众多历史古迹。